# Harry Howell
Pour les articles homonymes, voir Howell.
Temple de la renommée : 1979
Henry Vernon Howell, dit « Harry » Howell, (né le 28 décembre 1932 à Hamilton en Ontario au Canada et mort le 9 mars 2019 à Ancaster en Ontario), est un joueur canadien de hockey sur glace.

## Carrière de joueur

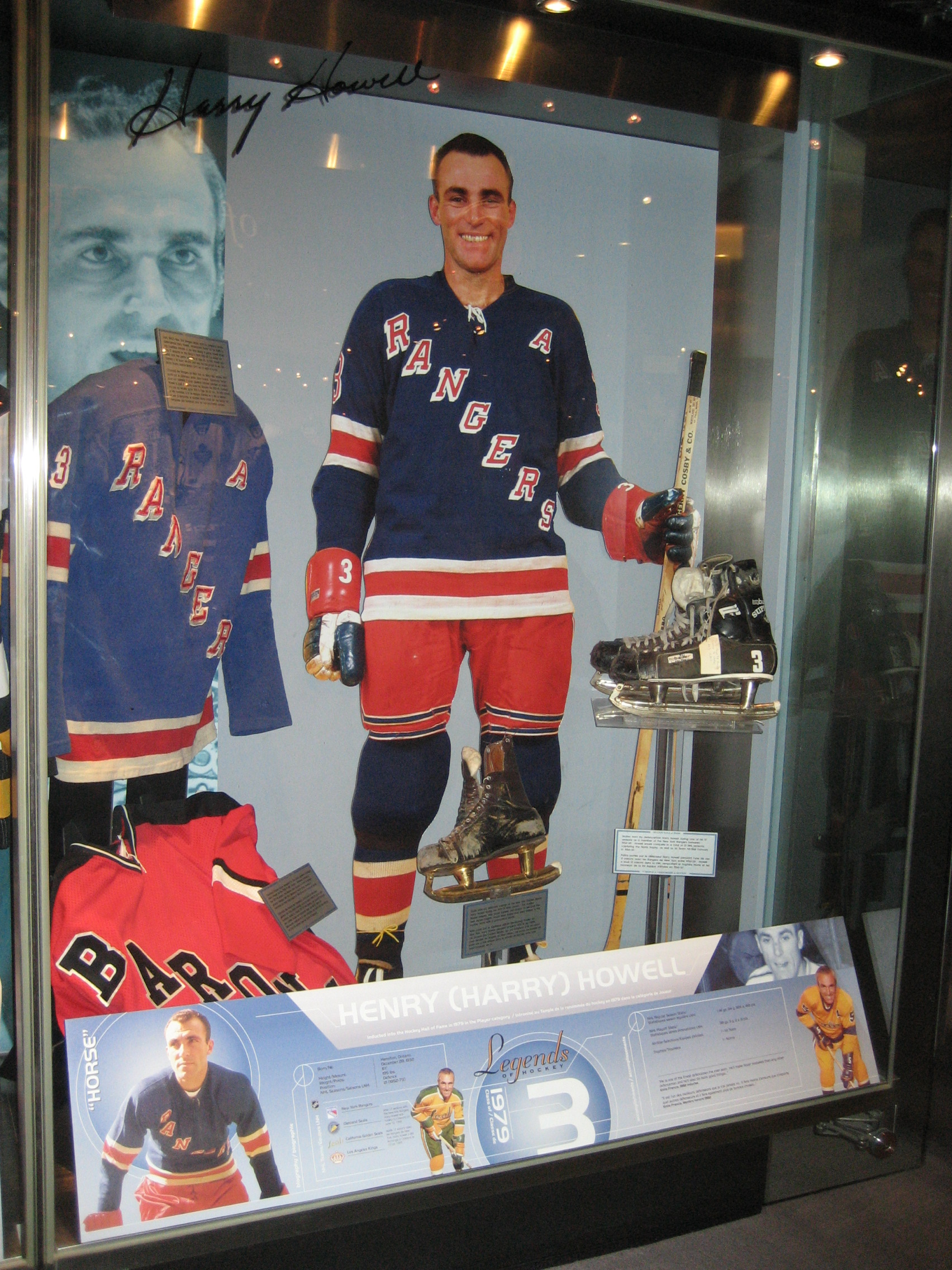
Harry Howell dans une vitrine au Temple de la renommée du hockey de Toronto.

Au niveau junior, Harry Howell joua avec les Biltmore Mad Hatters de Guelph en Ontario. Durant son séjour avec l'équipe, il participa à deux reprises au tournoi de la Coupe Memorial qu'il gagna lors de sa deuxième tentative en 1952.
Il commence sa carrière professionnelle à la fin de la saison 1951-1952 avec les Mohawks de Cincinnati dans la Ligue américaine de hockey. La saison suivante, il rejoint à temps pleins, et ce pour les 17 saisons suivantes, les Rangers de New York. Il ne manqua que 17 parties aux cours de ses 16 premières saisons avec New York. Sa meilleure saison avec l'équipe fut celle de 1966-1967 où il gagna le trophée James-Norris remis au meilleur défenseur de la Ligue nationale de hockey.
Après son long séjour avec les Rangers, il joua encore 4 autres saisons dans la LNH, avec les Seals d'Oakland, les Golden Seals de la Californie et finalement avec les Kings de Los Angeles. En 1973-1974, il rejoint les Golden Blades de New York de l'Association mondiale de hockey. Il suivit l'équipe lorsque celle-ci fut relocalisée au New Jersey pour devenir les Knights du New Jersey en cours de saison et ensuite lorsque cette dernière fut encore relocalisée, devenant finalement les Mariners de San Diego. La saison suivante fut sa dernière, il joua alors pour la première fois au niveau professionnel au Canada, pour les Cowboys de Calgary.
Après sa carrière de joueur, il devint assistant au directeur général des Barons de Cleveland, club qui évoluait alors dans la LNH, lors de sa première des deux saisons dans la ligue. Il remplace ensuite Bill McCreary, Sr. pour la seconde campagne des Barons, jusqu'à ce que ceux-ci fusionnent avec les North Stars du Minnesota. Il devint alors l'entraîneur-chef des Stars pour 17 parties. Par la suite, il occupa le poste de directeur des recruteurs, toujours pour le club du Minnesota.
En 1979, il fut admis au Temple de la renommée du hockey.
Howell meurt le 9 mars 2019 à l'âge de 86 ans, à Ancaster en Ontario.

## Statistiques
| Saison     | Équipe                                            | Ligue       |       | Saison régulière | Saison régulière | Saison régulière | Saison régulière | Saison régulière |   | Séries éliminatoires | Séries éliminatoires | Séries éliminatoires | Séries éliminatoires | Séries éliminatoires |
| Saison     | Équipe                                            | Ligue       | PJ    | B                | A                | Pts              | Pun              | PJ               | B | A                    | Pts                  | Pun                  |                      |                      |
| 1949-1950  | Biltmore Mad Hatters de Guelph                    | OHA Jr.     | 3     | 0                | 1                | 1                | 2                | 5                | 0 | 1                    | 1                    | 14                   |                      |                      |
| 1950       | Biltmore Mad Hatters de Guelph                    | C. Memorial | -     | -                | -                | -                | -                | 5                | 0 | 1                    | 1                    | 14                   |                      |                      |
| 1950-1951  | Biltmore Mad Hatters de Guelph                    | OHA Jr.     | 50    | 6                | 16               | 22               | 77               | 5                | 1 | 0                    | 1                    | 6                    |                      |                      |
| 1951-1952  | Biltmore Mad Hatters de Guelph                    | OHA Jr.     | 51    | 17               | 20               | 37               | 79               | 23               | 7 | 9                    | 16                   | 36                   |                      |                      |
| 1952       | Biltmore Mad Hatters de Guelph                    | C. Memorial | -     | -                | -                | -                | -                | 12               | 5 | 5                    | 10                   | 24                   |                      |                      |
| 1951-1952  | Mohawks de Cincinnati                             | LAH         | 1     | 0                | 0                | 0                | 0                | -                | - | -                    | -                    | -                    |                      |                      |
| 1952-1953  | Rangers de New York                               | LNH         | 67    | 3                | 8                | 11               | 46               | -                | - | -                    | -                    | -                    |                      |                      |
| 1953-1954  | Rangers de New York                               | LNH         | 67    | 7                | 9                | 16               | 58               | -                | - | -                    | -                    | -                    |                      |                      |
| 1954-1955  | Rangers de New York                               | LNH         | 70    | 2                | 14               | 16               | 87               | -                | - | -                    | -                    | -                    |                      |                      |
| 1955-1956  | Rangers de New York                               | LNH         | 70    | 3                | 15               | 18               | 77               | 5                | 0 | 1                    | 1                    | 4                    |                      |                      |
| 1956-1957  | Rangers de New York                               | LNH         | 65    | 2                | 10               | 12               | 70               | 5                | 1 | 0                    | 1                    | 6                    |                      |                      |
| 1957-1958  | Rangers de New York                               | LNH         | 70    | 4                | 7                | 11               | 62               | 6                | 1 | 0                    | 1                    | 8                    |                      |                      |
| 1958-1959  | Rangers de New York                               | LNH         | 70    | 4                | 10               | 14               | 101              | -                | - | -                    | -                    | -                    |                      |                      |
| 1959-1960  | Rangers de New York                               | LNH         | 67    | 7                | 6                | 13               | 58               | -                | - | -                    | -                    | -                    |                      |                      |
| 1960-1961  | Rangers de New York                               | LNH         | 70    | 7                | 10               | 17               | 62               | -                | - | -                    | -                    | -                    |                      |                      |
| 1961-1962  | Rangers de New York                               | LNH         | 66    | 6                | 15               | 21               | 89               | 6                | 0 | 1                    | 1                    | 8                    |                      |                      |
| 1962-1963  | Rangers de New York                               | LNH         | 70    | 5                | 20               | 25               | 55               | -                | - | -                    | -                    | -                    |                      |                      |
| 1963-1964  | Rangers de New York                               | LNH         | 70    | 5                | 31               | 36               | 75               | -                | - | -                    | -                    | -                    |                      |                      |
| 1964-1965  | Rangers de New York                               | LNH         | 68    | 2                | 20               | 22               | 63               | -                | - | -                    | -                    | -                    |                      |                      |
| 1965-1966  | Rangers de New York                               | LNH         | 70    | 4                | 29               | 33               | 92               | -                | - | -                    | -                    | -                    |                      |                      |
| 1966-1967  | Rangers de New York                               | LNH         | 70    | 12               | 28               | 40               | 54               | 4                | 0 | 0                    | 0                    | 4                    |                      |                      |
| 1967-1968  | Rangers de New York                               | LNH         | 74    | 5                | 24               | 29               | 62               | 6                | 1 | 0                    | 1                    | 0                    |                      |                      |
| 1968-1969  | Rangers de New York                               | LNH         | 56    | 4                | 7                | 11               | 36               | 2                | 0 | 0                    | 0                    | 0                    |                      |                      |
| 1969-1970  | Seals d'Oakland                                   | LNH         | 55    | 4                | 16               | 20               | 52               | 4                | 0 | 1                    | 1                    | 2                    |                      |                      |
| 1970-1971  | Golden Seals de la Californie                     | LNH         | 28    | 0                | 9                | 9                | 14               | -                | - | -                    | -                    | -                    |                      |                      |
| 1970-1971  | Kings de Los Angeles                              | LNH         | 18    | 3                | 8                | 11               | 4                | -                | - | -                    | -                    | -                    |                      |                      |
| 1971-1972  | Kings de Los Angeles                              | LNH         | 77    | 1                | 17               | 18               | 53               | -                | - | -                    | -                    | -                    |                      |                      |
| 1972-1973  | Kings de Los Angeles                              | LNH         | 73    | 4                | 11               | 15               | 28               | -                | - | -                    | -                    | -                    |                      |                      |
| 1973-1974  | Golden Blades de New York / Knights du New Jersey | AMH         | 65    | 3                | 23               | 26               | 24               | -                | - | -                    | -                    | -                    |                      |                      |
| 1974-1975  | Mariners de San Diego                             | AMH         | 74    | 4                | 10               | 14               | 28               | 5                | 1 | 0                    | 1                    | 10                   |                      |                      |
| 1975-1976  | Cowboys de Calgary                                | AMH         | 31    | 0                | 3                | 3                | 6                | 2                | 0 | 0                    | 0                    | 2                    |                      |                      |
| Totaux AMH | Totaux AMH                                        | Totaux AMH  | 170   | 7                | 36               | 43               | 58               | 7                | 1 | 0                    | 1                    | 12                   |                      |                      |
| Totaux LNH | Totaux LNH                                        | Totaux LNH  | 1 411 | 94               | 324              | 418              | 1 298            | 38               | 3 | 3                    | 6                    | 32                   |                      |                      |

## Équipes d'étoiles et trophées
- Coupe Memorial
  - 1952 : remporte la Coupe Memorial avec les Biltmore Mad Hatters de Guelph.
- Ligue nationale de hockey
  - 1967 : nommé dans la première équipe d'étoiles de la Ligue nationale de hockey.
  - 1967 : récipiendaire du trophée James-Norris du meilleur défenseur.

## Transactions en carrière
- 10 juin 1969 : échangé aux Seals d'Oakland par les Rangers de New York en retour d'une somme d'argent[1].
- 5 février 1971 : échangé aux Kings de Los Angeles par les Golden Seals de la Californie en retour d'une somme d'argent.